# عيتيت
عيتيت هي إحدى القرى اللبنانية من قرى قضاء صور في محافظة الجنوب.

## جغرافيتها
تقع بلدة عيتيت إلى الشرق من مدينة صور، على سفح هضبة ترتفع عن سطح البحر 290م ، يحدها من الشرق بلدة جويا ومن الشمال بلدتي وادي جيلو والبازورية ، وغرباً بلدة عين بعال، وجنوباً بلدة قانا ومن الجنوب الشرقي بلدتي البياض ومزرعة مشرف. تبلغ مساحتها 12000 دنم، 50% منها مغروسة بأشجار الزيتون، 25% تزرع بالحبوب والتبغ، و25% بور، عدد منازلها 1000 منزلاً، يعود 750 منها للسكان الأصليين والبالغ عددهم حالياً 3900 نسمة، 250 تعود لمهجرين من المنطقة المحتلة سابقاً حيث سكن هؤلاء في مشاعات البلدة، الواقعة في الجهة الجنوبية الغربية، وعددهم حوالي 1000 نسم
تبعد عيتيت حوالي 96 كلم عن بيروت عاصمة. وتمتد على مساحة تُقدَّر بـ 7.16 كلم².

## من تاريخها
سكن في عيتيت في القرن الماضي الشيخ أحمد بن عبد المطلب بن محمد بن حسن مروّة، وتوفي فيها عام 1314 هـ. وكان المذكور قد قرأ على الشيخ محمد علي آل عز الدين في حنويه علوم اللغة والمنطق والبيان، ثم انتقل إلى بنت جبيل وقرأ في مدرسة الشيخ موسى شرارة ودرس عليه في الفقه والأصول، ثم انتقل إلى أنصار ودرس على السيد حسن آل إبراهيم الحسيني العاملي.

### أصل التسمية
يرجع البعض أصل تسمية البلدة عيتيت إلى عين تين، لكن هذا الأمر لا يعدو كونه تكهناً، لما اشتهرت به سابقاً على صعيد إنتاج التين، ولم نجد أي مرجع يؤكد هذا الأمر أو غيره في تحديد أصل التسمية، ومما لا شك فيه أن البلدة قديمة وقد وجدتها بالاسم المستعمل حالياً في عدد من المراجع التاريخية، فقد وردت في صلح قلاوون عام 1266م، حيث جاء أنه في هذا العام وقعت معاهدة لمدة 10 سنوات بين السلطان بيبرس المماليكي وحكام مدينة صور الصليبيين، تضمنت أسماء 99 قرية، تحت عنوان القرى الواردة في صلح قلاوون، وقد كتب د. إلياس القطّار في كتاب وثائق المؤتمر الأول لمدينة صور الذي عقد بين 15 و16 حزيران 1996، كتب أسماء القرى التي استقاها من أرشيف الصليبيين في كل من إيطاليا وفرنسا ودول أوروبية أخرى ومن جملة هذه القرى ورد اسم عيتيت، كما وردت أيضاً في أرشيف مدينة البندقية الإيطالية أسماء القصبات التي كان يمتلكها البنادقة ومنها عيتيت من أملاك الملك، ولعل المقصود بالملك هنا هو ملك مملكة القدس، وورد اسم الفراخية وهي الآن أرض خراب واقعة غربي البلدة ومن أملاكها ، كذلك ورد اسم رقلية (التسمية الحالية) لمزرعة تقع إلى الجنوب من البلدة.
وورد اسم عيتيت والفراخية قبل ذلك وهي من أملاك أهالي مدينة بيزا الإيطالية في عهد كوندار مونتفرات سنة 1187م.
ذكرها السيد محسن الأمين فقال: عيثيث بعين مهملة مفتوحة ومثناة تحتية ساكنة وثاء مثلثة مكسورة ومثناة تحتية ساكنة وثاء مثلثة، قرية بساحل صور مشهورة بجودة تينها. كما ذكرها الشيخ إبراهيم آل سليمان في كتابه بلدان جبل عامل نقلاً عن عمه: "عيثيث من قرى الساحل في منبسط من الأرض حولها أودية تبعد عن صور فرسخي ."

## إبان الإحتلال الإسرائيلي
تعتبر البلدة من قرى المواجهة مع العدو الإسرائيلي و قد تعرضت مرتين للتدمير وبشكل وحشي خلال عدواني تموز 1993 و نيسان 1996 .و 2006 حيث صمد معظم أهلها رغم القصف الوحشي من قبل العدو .

## وصلات خارجية
- عيتيت - معلومات موقع لوكاليبن
- لمزيد من الإطلاع على أحوال هذه البلدة اللبنانية مراجعة موقع بلدة عيتيت